# Edward Guinness, I conte di Iveagh
Edward Cecil Guinness, I conte di Iveagh (Dublino, 10 novembre 1847 – Londra, 7 ottobre 1927), è stato un filantropo irlandese.

## Biografia
Guinness era il terzo figlio di Benjamin Guinness, e di sua moglie, Elizabeth Guinness. Educato alla Trinity College di Dublino, ha lavorato come sceriffo di Dublino nel 1876, e nove anni più tardi divenne High Sheriff. Nello stesso anno, è stato creato un baronetto di Castleknock, in occasione della visita dell'allora Principe di Galles in Irlanda. Nel 1891, Guinness è stato creato barone di Iveagh, di Iveagh nella Contea di Down. Nel 1905 è stato elevato al Pari del Regno Unito come Visconte di Iveagh. Eletto alla Royal Society nel 1906, è stato, nel 1908 eletto diciannovesimo rettore dell'Università di Dublino (1908–1927), fu vicepresidente della Royal Dublin Society (1906–1927). Nel 1919, fu creato Conte di Iveagh e visconte Elveden.

### Carriera
Lord Iveagh era capo esecutivo della Guinness, dalla morte del padre nel 1868 fino al 1889. In seguito è diventato il presidente del consiglio. All'età di 29 anni aveva assunto la proprietà esclusiva della birreria di Dublino, dopo aver acquistato la mezza quota del fratello maggiore per £ 600.000 nel 1876.
Nel corso dei successivi 10 anni, Guinness portò la fabbrica al successo senza precedenti a St. James's Gate Brewery, moltiplicandone il suo valore.
È poi diventato l'uomo più ricco d'Irlanda dopo aver quotato la società, nel 1886 alla Borsa di Londra per £ 6.000.000 prima di ritirarsi come multi-milionario all'età di 40 anni. Rimase presidente della nuova società pubblica Guinness, ed era il suo maggiore azionista, mantenendo circa il 35% dello stock. L'importo poteva essere paragonato, nel 1886, al PIL del Regno Unito, che era di £ 116m.

### Filantropia
Come suo padre e suo fratello, Lord Iveagh era un generoso filantropo e donò quasi £ 1.000.000 in progetti di opere di carità. A Londra questo è stato il "Guinness Trust", fondata nel 1890. La filiale di Dublino cambiò il nome in "Iveagh Trust" nel 1903, da un atto privato del Parlamento, che ha finanziato la più grande area di stile edoardiana di Dublino, e ancora oggi fornisce oltre il 10% delle abitazioni sociali nel centro della città.
Nel 1908 donò il grande giardino del retro della sua casa nel centro di Dublino, conosciuto come "Iveagh Gardens", alla nuova University College di Dublino, che ora è un parco pubblico. Nel 1901 ha creato i giardini pubblici denominati "St. Patrick's Park". Nella vicina Francis Street fece costruire il Iveagh Market per consentire agli ambulanti di vendere i prodotti.
Donò 250.000 £ al Lister Institute nel 1898. Nel 1908, ha co-finanziato il Radium Institute di Londra.
Iveagh contribuì a finanziare la British Antarctic Expedition (1907–1909) e il Mount Iveagh.

### Collezionista d'arte
Si interessò all'arte tutta la sua vita. Dal 1870 Iveagh accumulò una collezione distinta di dipinti, mobili antichi e tessuti storici.
Mentre stava arredando la sua casa di Londra, ad Hyde Park Corner, dopo si era ritirato, iniziò a costruire la sua collezione d'arte. Gran parte della sua collezione di dipinti è stata donata alla nazione dopo la sua morte nel 1927 con sede presso la Iveagh Bequest a Kenwood, ma è a Farmleigh che meglio mostra il suo gusto in architettura così come i suoi gusti in mobili antichi e tessuti.
Iveagh fu anche un mecenate di artisti come il ritrattista Henry Keyworth Raine.

### Carriera politica
Il padre di Iveagh era un deputato conservatore per Dublino nel 1860, come ha fatto il fratello Arthur nel 1870. Iveagh limitò il suo coinvolgimento in qualità di sceriffo della contea di Dublino nel 1885, memore del crescente movimento verso l'Irish Home Rule nel 1880. Nel 1891 prese posto nella Camera dei lord. Ha sostenuto l'Irish Unionist Alliance. Nel 1913 si è rifiutato di bloccare la sua forza lavoro durante la Blocco di Dublino. Al contrario di Sinn Féin, era in ottimi rapporti di amicizia personale con William Thomas Cosgrave.

## Matrimonio
Sposò, il 20 maggio 1873, Adelaide Maria Guinness, soprannominata "Dodo" (1844–16 febbraio 1916), figlia di Richard Samuel Guinness. Ebbero tre figli:
- Rupert Guinness, II conte di Iveagh (29 marzo 1874–14 settembre 1967);
- Ernest Arthur Guinness (2 novembre 1876–22 marzo 1949), sposò Marie Clothilde Russell, ebbero tre figlie;
- Walter Guinness, I barone Moyne (29 marzo 1880–6 novembre 1944).

## Morte
Morì il 7 ottobre 1927 a Grosvenor Place, Londra. Fu sepolto a Elveden, nel Suffolk.